# 苏德慈
苏德慈（1933年—），男，上海人，中国基督教牧师，曾任中国基督教协会副会长、总干事，第九、十届全国政协委员。